# Kreuzkirche (Bad Mitterndorf)

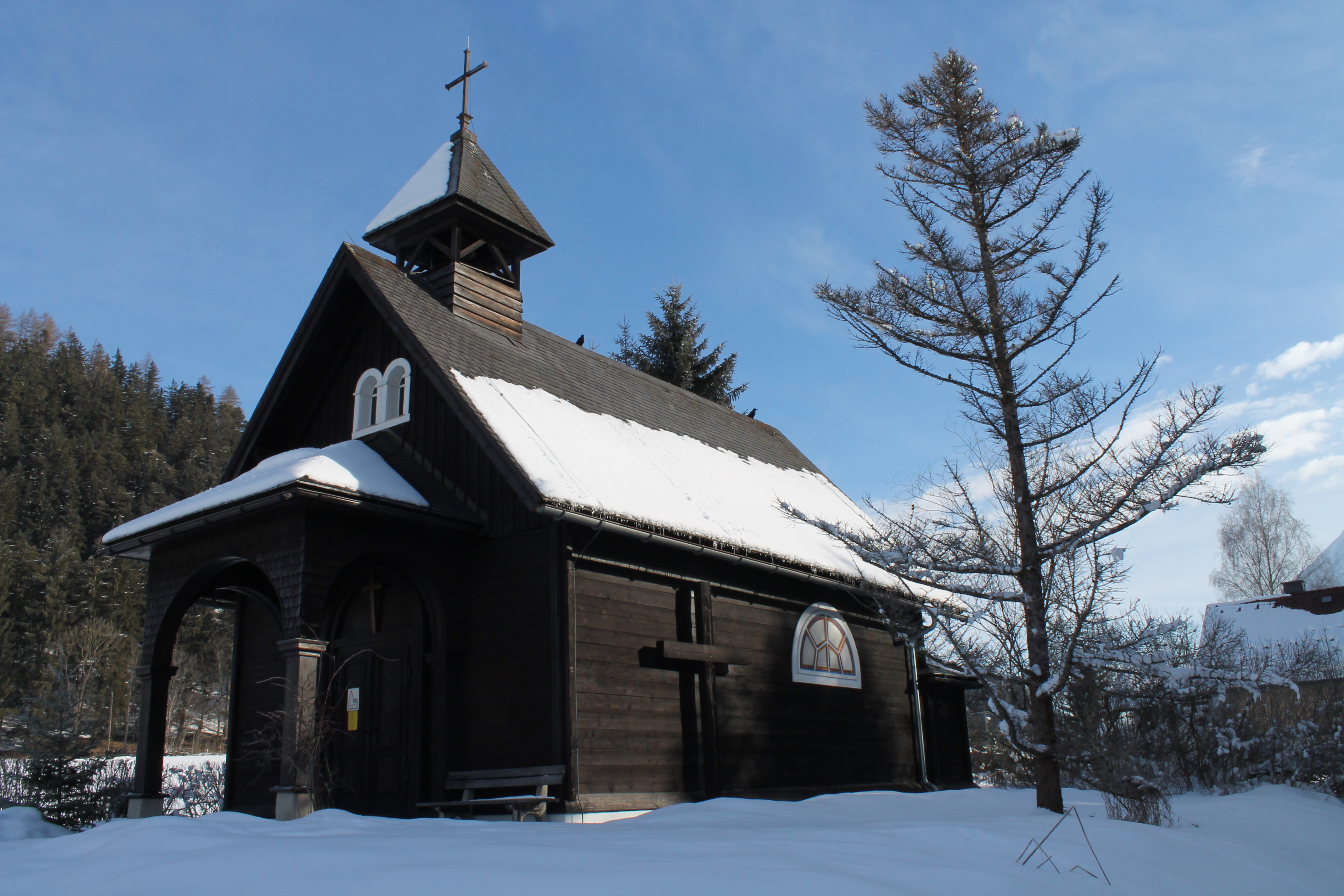
Kreuzkirche Bad Mitterndorf

Die  Kreuzkirche ist die evangelisch-lutherische Pfarrkirche von Bad Mitterndorf im Bezirk Liezen in der Steiermark. Sie gehört als Filial von  Bad Aussee zur Evangelischen Superintendentur A. B. Steiermark der Evangelischen Kirche A.B. in Österreich. Die Kirche steht unter Denkmalschutz (Listeneintrag).

## Geschichte
Im 16. Jahrhundert hatte die Reformation in Bad Mitterndorf Fuß gefasst. So wird 1590 ein aus Bad Aussee berufener Prädikant erwähnt, der neben dem katholischen Pfarrer amtierte. Mit dem Einsetzen der Gegenreformation unter Abt Johannes IV. Hoffmann von Stift Admont wurde die evangelische Predigttätigkeit unterdrückt. Erst mit der Entwicklung zum Kurort bildete sich in Bad Mitterndorf wieder eine evangelische Gemeinde, die von der Pfarre Bad Aussee betreut wird. Seitens des Ausseer Pfarrers Ernst Gottfried Meyer wurde 1934 in erhöhter Lage über dem Ort in Nähe des Friedhofs ein Grundstück angekauft. Nach Entwurf des Architekten Hans Jelem entstand darauf die Kreuzkirche, eine in landschaftsbezogener Blockbauweise mit Firstdachreiter und loggienartiger Vorhalle erbaute Holzkirche.